# Mike Eruzione
Michael Anthony Eruzione (né le 25 octobre 1954 à Winthrop dans l'État du Massachusetts aux États-Unis) est un joueur professionnel américain de hockey sur glace devenu entraîneur. Il évoluait au poste d'attaquant. Il est entré dans la mémoire collective du sport américain en tant que capitaine de l'équipe des États-Unis qui a remporté la médaille d'or aux Jeux d'hiver de Lake Placid 1980 et l'auteur du but de la victoire 4-3 face à l'Union Soviétique, quadruple tenante du titre, dans un match qui reste connu comme le Miracle sur glace. Avec l'équipe auteure de cet exploit, il allume la vasque olympique lors de la cérémonie d'ouverture des Jeux de Salt Lake City 2002. 

## Biographie

### Carrière en club
Il débute en 1973 avec les Terriers de Boston dans le championnat NCAA. Il est choisi au deuxième tour, en vingt-huitième position lors du repêchage amateur de l'AMH 1974 par les Whalers de la Nouvelle-Angleterre. Il passe professionnel en 1977 avec les Goaldiggers de Toledo de la Ligue internationale de hockey. Il met un terme à sa carrière en 1980.

### Carrière internationale
Il représente les États-Unis au niveau international. Il est capitaine de l'équipe lors des Jeux olympiques de Lake Placid en 1980. Lors de la ronde finale, il marque le but de la victoire 4-3 face à l'URSS. Ce match est appelé le Miracle sur glace. Les Américains battent par la suite la Finlande 4-2.

## Trophées et honneurs personnels

### Ligue internationale de hockey
- 1978 : remporte le trophée Ken-McKenzie.

## Statistiques

### En club
| Saison    | Équipe                    | Ligue |    | Saison régulière | Saison régulière | Saison régulière | Saison régulière | Saison régulière |   | Séries éliminatoires | Séries éliminatoires | Séries éliminatoires | Séries éliminatoires | Séries éliminatoires |
| Saison    | Équipe                    | Ligue | PJ | B                | A                | Pts              | Pun              | PJ               | B | A                    | Pts                  | Pun                  |                      |                      |
| 1973-1974 | Terriers de Boston        | ECAC  | 31 | 21               | 19               | 40               | 14               | -                | - | -                    | -                    | -                    |                      |                      |
| 1974-1975 | Terriers de Boston        | ECAC  | 32 | 27               | 29               | 56               | 20               | -                | - | -                    | -                    | -                    |                      |                      |
| 1975-1976 | Terriers de Boston        | ECAC  | 30 | 21               | 27               | 48               | 18               | -                | - | -                    | -                    | -                    |                      |                      |
| 1976-1977 | Terriers de Boston        | ECAC  | 34 | 23               | 41               | 64               | 18               | -                | - | -                    | -                    | -                    |                      |                      |
| 1977-1978 | Goaldiggers de Toledo     | LIH   | 76 | 30               | 56               | 86               | 43               | 17               | 8 | 13                   | 21                   | 12                   |                      |                      |
| 1978-1979 | Goaldiggers de Toledo     | LIH   | 74 | 27               | 45               | 72               | 28               | 3                | 1 | 2                    | 3                    | 2                    |                      |                      |
| 1978-1979 | Firebirds de Philadelphie | LAH   | 6  | 0                | 0                | 0                | 0                | -                | - | -                    | -                    | -                    |                      |                      |

### En équipe nationale
| Année | Compétition     |   | PJ | B | A | Pts | Pun | +/-           |  | Résultat |
| 1980  | Jeux olympiques | 7 | 3  | 2 | 5 | 2   |     | Médaille d'or |  |          |